# Tullio Rochlitzer
Tullio Rochlitzer (Tulio Roklicer') (Zadar, 23. prosinca 1926. – Pavia, 16. kolovoza 2006.) je hrvatski bivši košarkaš.
Osnovao je zajedno s Bertom Nadovezom i Enzo Sovittijem košarkašku sekciju pri Fiskulturnom društvu Zadar osnovanom 26. travnja 1945. godine.
Igrao je za Zadar i Crvenu zvezdu, a nakon toga otišao je u Italiju.
Igrao je za jugoslavensku reprezentaciju na europskom prvenstvu 1947. godine te za Italiju jednu utakmicu 1954. godine.